# پارک کلنل ساموئل اسمیت
پارک کلنل ساموئل اسمیت (انگلیسی: Colonel Samuel Smith Park) یک پارک شهری در ناحیه اتوبیکو تورنتو، انتاریو، کانادا و مقصدی قبل از تعطیلات آخر هفته برای تورنتونی‌های ویکتوریایی بوده‌است.